# 라비우 아폴라비
라비우 아폴라비(영어: Rabiu Afolabi, 1980년 4월 18일 ~ )는 나이지리아의 전 축구 선수로, 포지션은 수비수이다.

## 클럽
아폴라비는 나이지리아의 NEPA 라고스 (NEPA Lagos)에서 선수 생활을 시작해, 1997년 벨기에 주필러 리그의 스탕다르 리에주로 이적하였다. 2000년에 이탈리아 세리에 A의 SSC 나폴리로 임대되었으나, 출장 기회를 잡지 못하고 벨기에로 돌아왔다. 2003년부터 2005년까지는 오스트리아 분데스리가의 FK 아우스트리아 빈에서 뛰었으며, 2005년부터 2009년까지 프랑스 르샹피오나의 FC 소쇼에서 123경기에 출장해 5골을 넣고, 2009년 FC 레드 불 잘츠부르크로 이적하였다.

## 국가대표팀
아폴라비는 나이지리아에서 개최되었던 1999년 FIFA 세계 청소년 축구 선수권 대회 당시, 나이지리아 20세 이하 대표팀의 주장으로 활약하였다. 2000년 6월, 시에라리온과의 경기에서 대표팀 데뷔전을 치렀으며, 나이지리아 대표로 2002년 FIFA 월드컵, 2008년 아프리카 네이션스컵, 2010년 FIFA 월드컵에 참여한 바 있다.